# Stauroderus yunnaneus
Stauroderus yunnaneus is een rechtvleugelig insect uit de familie veldsprinkhanen (Acrididae). De wetenschappelijke naam van deze soort is voor het eerst geldig gepubliceerd in 1925 door Boris Petrovich Uvarov.